# Nectocarcinus bennetti
Nectocarcinus bennetti is een krabbensoort uit de familie van de Portunidae. De wetenschappelijke naam van de soort is voor het eerst geldig gepubliceerd in 1969 door Takeda & Miyake.